# شادي الزقزوق
شادي الزقزوق (1981-) هو فنان تشكيلي فلسطيني من مواليد مدينة بنغازي ليبيا. تعلم بمدارسها وانتقل مع عائلته إلى قطاع غزة، حصل على دبلوم في الموسيقى من كلية فلسطين التقنية. لديه أعمال فنية كثيرة من ابرزها لوحة "بعد الغسيل" التي تظهر فيها فتاة ملثمة تحمل السروال الداخلي للحاكم المكتوب عليه ارحل تضامنا مع الثورات العربية والتي سببت له اشكالية خاصة في "آرت دبي" حيث سحب عمله من المعرض. حاز على جائزة الفنان الشاب من مؤسسة عبد المحسن القطان عام 2006. وهو عضو مؤسس في مجموعة شبابيك الفنية في قطاع غزة.

## أسلوبه الفني
تشكل أعماله موقفاً صارمًا في طرح قضيته وشكله الفني من خلال أعمال صادمة وحاضرة بقوة لما يعكسه من فكرة تتعلق بتطورات ثورة الربيع العربي، ويمزج بين الرأي الفني والسياسي بصريًا، ويمارس أسلوب المدرسة الواقعية الجديدة ضمن إطار مفاهيمي، يمزج بين الواقعية والسيريالية. بعد عام 2006، إستخدم الفنان أسلوب "البانك مسلم" كرمز لربط العناصر المتنافرة في العمل، تنتهج أعماله سياسة التحريض والتمرد والفزع، نظراً لاهتمامه بالقضايا المتعلقة بالمنفى والهوية والحركة، والتي تعتبر جزءاً من ظروف حياته. وتفتح أعماله النقاش على خطاب الإسلاموفوبيا والصورة المشوهة عبر الإعلام، فمزج بين مفهومي الإسلاموفوبيا والبانك، في علاقة مترابطة بين التحرر والتقوقع.

## معارضه
له مجموعة من المعارض الفردية منها: معرض المسلم بانك 2019 ، في جاليري "لا لا لاند" فرنسا، وجاليري آرت سبيس دبي 2012، وجاليري تالمارت، باريس 2010، ومعرضغزة مقلوبة في المركز الثقافي الفرنسي، فلسطين2005.
شارك في عدد من المعارض الجماعية المحلية والدولية منها: معرض إبداع شاب في جاليري بانتين فرنسا 2020، الفن الحضري المتحف فلسطين، الأونسكو، فرنسا 2019، وعين مفتوحة على العالم العربي، باريس 2018. المساحات الجزئية، جاليري خونستال نورد، البورغ، الدنمارك 2016. دیسمالاند جاليري سانشي بريطانيا 2015، متغيرات جاليري يام، إجناسيو أليندي، المكسيك 2014. الوصول والمفارقة، أرت سبيس باريس 2010. غزة 61 سيول 59 جاليري يونغ كوريا 2009. مئة وعشرة فنانين قاعات مدينة الفنا لية، باريس 2007، ومعرض أنا الضيف الوحيد في عيد ميلادي، مسابقة الفنان الشاب، مؤسسة القطان، المحكمة العثمانية، رام الله 2004.